# Genealogia comitum Flandrensium
De Genealogia comitum Flandrensium, ook Genealogia Bertiniana genoemd, is een korte Latijnse tekst van een genealogie van de graven van Vlaanderen.
Er zijn drie versies bewaard gebleven, die allemaal zijn gebaseerd op een archetype dat vermoedelijk werd opgesteld in de Sint-Pietersabdij in Gent, kort na de dood van graaf Boudewijn V in 1067. De drie versies zijn tot het jaar 1067 identiek aan elkaar, waarna ze van elkaar beginnen te verschillen. De eerste versie, 204 woorden lang, zet de genealogie verder tot aan de dood van Robert II (1111); de tweede, 243 woorden lang, tot de dood van Boudewijn VII (1119); en de derde, 337 woorden lang, tot de dood van Diederik van de Elzas (1168). De volledige, 337 woorden lange tekst met varianten werd door Ludwig Bethmann uitgegeven en gepubliceerd in de reeks Monumenta Germaniae Historica (Scriptores, IX, pp. 305-307). Het werd gepubliceerd onder de titel Genealogia comitum Flandriae Bertiniana omdat Bethmann verkeerdelijk aannam dat het werk was ontstaan in de abdij van Sint-Bertinus.
De Genealogia kende een wijde verspreiding in het graafschap Vlaanderen. Het circuleerde ook in Noord-Duitsland, waar een Middelnederduitse vertaling werd opgenomen in sommige handschriften van de Sächsische Weltchronik, en het werk was bekend in de abdijen van Notre-Dame-du-Bec in Normandië  en Cîteaux in Bourgondië. Het was een zeer invloedrijk werk in het graafschap Vlaanderen. Zo gebruikte de kanunnik Lambert van Sint-Omaars de Genealogia als bron voor de genealogie in zijn Liber floridus, dat op zijn beurt een bron was voor het werk Flandria generosa.
De Genealogia is de oudste bron voor de zogenaamde "forestarii van Vlaanderen" (Forestiers de Flandre), de legendarische drie woudheren — Liederik van Harelbeke, Ingelram en Odoaker — die de eerste graven van Vlaanderen zouden zijn geweest en de voorouders van de latere graven. In de Genealogia worden ze vermeld als graven van Harelbeke.

## Lijst van manuscripten
De Genealogia wordt in al haar varianten in negen manuscripten teruggevonden, waarvan er acht uit de 12e eeuw dateren.
- Arras, BM, 685
- Boulogne-sur-Mer, BM, 102
- Brussel, KBR, 8675–89
- Dijon, BM, 322
- Douai, BM, 318
- Douai, BM, 319
- Leiden, UB, BPL 20
- Lincoln, Cathedral Library, 98[3]
- Londen, BL, Cotton Fragments, vol. 1